# Mor-Ephräm-Kirche

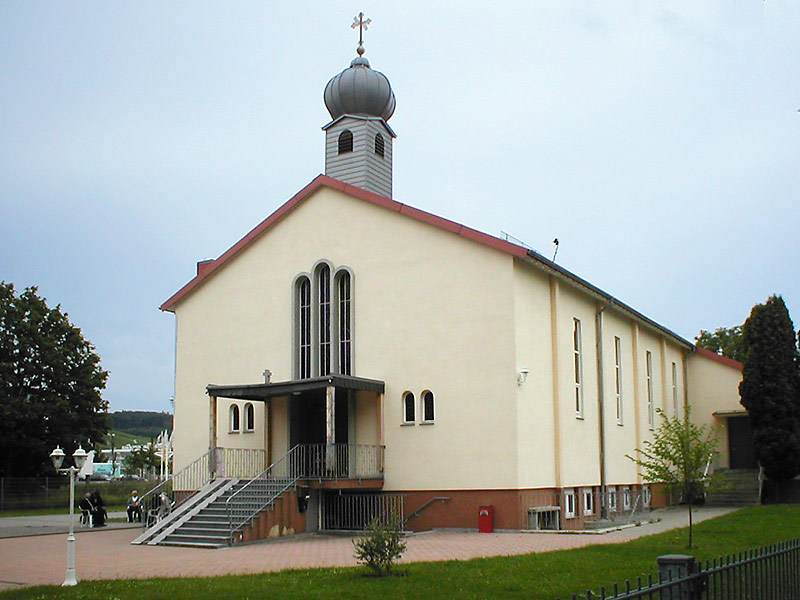
Mor-Ephräm-Kirche

Die nach St. Ephräm benannte Mor-Ephräm-Kirche ist eine syrisch-orthodoxe Kirche in Heilbronn.
Die ehemalige Kirche der US-amerikanischen Militärangehörigen in Heilbronn an der Charlottenstraße, Ecke John-F.-Kennedy-Straße 2 wurde 1951 erbaut. Sie befindet sich im nördlichen Teil des Schwabenhofes und wurde Ende der 1980er Jahre renoviert. Der Sakralbau verfügt über einen 280 m2 großen Kirchenraum für 350 Glaubensangehörige. Das Gebäude hat auch zwei Kapellen, eine mit Beichtstuhl, eine andere mit Taufbecken. Im Keller des Hauses sind Gemeinschafts- und Büroräume eingerichtet worden. Weiterhin gibt es dort eine Küche.
1995 wurde der Sakralbau an die syrisch-orthodoxe Kirche veräußert.